# Магинский, Тимур Владимирович
Тимур Владимирович Магинский (род. 12 мая 1978 года, Петропавловск-Камчатский, Камчатская область, РСФСР, СССР) — российский государственный деятель. Глава города Находка. Ранее занимал должность главы города Корсаков Сахалинской области.

## Биография
Родился 12 мая 1978 года в городе Петропавловск-Камчатский.
Получил два высших образования. В 1999 году окончил Камчатскую государственную академию рыбопромыслового флота, присвоена степень бакалавра по направлению «Технология продуктов питания». В 2001 году окончил Камчатский государственный технический университет по специальности «Технология рыбы и рыбопродуктов», квалификация — «инженер».
С 2002 по 2004 годы Тимур Магинский работал на рыбопромысловых судах на Дальнем Востоке России.
В 2005 году стал государственным служащим, до 2010 года работал на государственной службе в сфере рыболовства и сельского хозяйства.

### Политическая карьера
В 2010 – 2013 годы работал в городе Петропавловск-Камчатский, занимал должность заместителя министра сельского хозяйства, пищевой и перерабатывающей промышленности Камчатского края.
В 2013 году переехал на работу в город Южно-Сахалинск. С 2013 по 2014 годы был директором департамента государственных программ, исполнения бюджета и финансового контроля министерства сельского хозяйства, торговли и продовольствия Сахалинской области. С мая по сентябрь 2016 года занимал пост советника Губернатора Сахалинской области Кожемяко Олега Николаевича. 
В сентябре 2016 года назначен на должность заместителя главы администрации Корсаковского городского округа. В соответствующей должности занимался курированием сферы жилищно-коммунального хозяйства округа.
20 сентября 2017 года был назначен исполняющим обязанности главы Корсаковского городского округа. 10 мая 2018 года был избран на должность главы Корсаковского городского округа по результатам внеочередного собрания Городского совета города Корсаков. 21 мая 2018 года произошла торжественная церемония инаугурации нового мэра Корсакова. В инаугурации Магинского приняли участие губернатор Сахалинской области Олег Кожемяко, председатель правительства Сахалинской области Вера Щербина, архиепископ Южно-Сахалинский и Курильский Тихон, руководители правоохранительных органов федеральных служб и ведомств Корсаковского района, депутаты Сахалинской областной думы, депутаты Корсаковского городского округа, члены правительства Сахалинской области, крупные предприниматели Сахалина, представители общественных организаций и СМИ.
После перехода Олега Кожемяко на новую работу в Приморский край в качестве губернатора многие из его соратников, включая и Магинского, потянулись в Приморье. Так, 12 мая 2020 года Тимур Магинский получил ответственный пост вице-мэра в Находкинском городском округе. После назначения Магинского лично представил коллегам Олег Кожемяко, назвал своим человеком, который уже ранее работал с ним в Сахалинской области. В новой должности Магинский занялся вопросами работы управляющих компаний, ремонта дорожной сети города и благоустройством.
2 июля 2020 года заявление о своей отставке с 7 июля подписал глава городского округа Находка 75-летний Борис Гладких. Исполняющим обязанности мэра стал Тимур Магинский.
8 сентября 2020 года состоялось заседание Думы Находкинского городского округа, на котором решался вопрос избрания градоначальника. По результатам прошедшего голосования депутатов Думы убедительную победу одержал Тимур Магинский, который получил 27 из 28 голосов в свою поддержку. Конкуренцию на выборах ему составил Герман Краснощеков, который не смог заручиться поддержкой городских депутатов. Церемония инаугурации была назначена на 11 сентября 2020 года. На состоявшейся инаугурации Магинский принял присягу. С вступлением в должность нового главу города поздравили губернатор Приморья Олег Кожемяко, председатель комитета по бюджету законодательного собрания Приморского края Галуст Ахоян, а также бывший глава Находки Борис Гладких.

## Собственность и доходы
В апреле 2020 года Тимур Магинский, бывший на тот момент времени главой городского округа Корсаков, опубликовал декларацию о своих доходах и собственности. В этом качестве он стал первым градоначальником в Сахалинской области, публикующим подобную декларацию. За 2019 год Тимур Магинский заработал всего 4 315 940 рублей 99 копеек (в 2018 году — 4 670 020 рублей 30 копеек). В собственности за 2019 год у Магинского появилась квартира площадью 83,5 квадратных метра (в совместной собственности с женой). Годом ранее у мэра была жилищная площадь с таким же метражом, но просто в пользовании. Владеет автомобилем Kia Mohave. Супруга градоначальника увеличила доход за отчетный год с 430 726 до 644 410 рублей. В её собственности осталась 1/2 квартиры, которую она делит с одним из несовершеннолетних детей.
В апреле 2021 года Тимур Магинский отчитался о своих доходах и собственности уже в качестве градоначальника Находки. Как оказалось, он заработал больше других градоначальников в Приморье. В 2020  году он заработал 6,7 млн рублей, а его супруга около 1 миллиона рублей. В собственности у супругов находятся две квартиры 83,5 и 55,6 кв. м. Сохранился автомобиль Kia Borrego Mohave. По сравнению с 2019 годом доход Магинского вырос на 2,4 млн рублей, при этом изменений в списке имущества нет.

## Личная жизнь
Женат. Воспитывает троих детей.